# Jonathan Cícero Moreira
Jonathan Cícero Moreira (Conselheiro Lafaiete, Minas Gerais, 27 de febrero de 1986), conocido simplemente como Jonathan, es un futbolista brasileño. Juega de lateral derecho y su equipo actual es el Atlético Paranaense de la Serie A de Brasil.

## Trayectoria

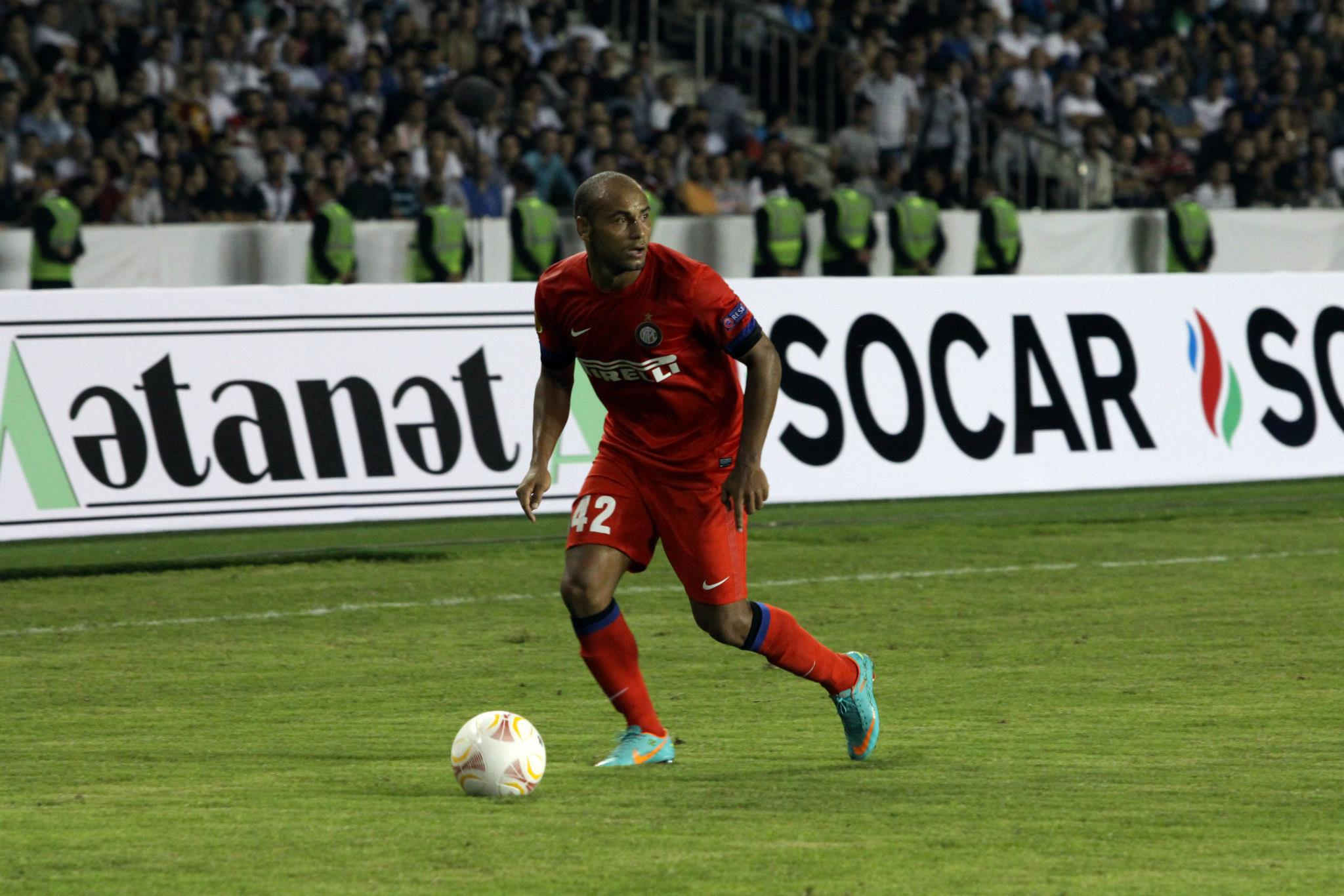
Jonathan en un partido con el Inter de Milán en 2012.

### Cruzeiro
Jonathan hizo su debut profesional el 24 de julio de 2005 en la Serie A jugando para Cruzeiro en la victoria de local por 3–2 ante el Santos. Anotó su primer gol oficial el 25 de agosto de 2007 ante Corinthians en el triunfo de visitante por 0–3.

### Santos
En diciembre de 2010, Jonathan firmó con Santos por 2 millones de euros (Cruzeiro conservó el 50% de los derechos de registro). Santos pagó 1,2 millones de euros para adquirir el 30%, mientras que Terceira Estrela Investimentos S/A (TEISA), socio inversionista de Santos, adquirió un 20% por 800.000 €. Firmó un contrato de 4 años con una cláusula de liberación de 15 millones de euros. Con Santos ganó el Campeonato Paulista y la Copa Libertadores.

### Inter de Milán
El 13 de julio de 2011 se anunció que Jonathan dejaría a Santos para entrenar con el Inter de Milán de la Serie A, en espera de la finalización de la transferencia. Dos días más tarde, el 15 de julio, se convirtió oficialmente en jugador del Inter, firmando un contrato de cuatro años. Jonathan hizo su debut del Inter el 11 de septiembre de 2011 en la segunda jornada de la Serie A 2011-12, jugando el partido completo en una derrota por 4–3 ante Palermo. Tres días después Jonathan hizo su debut en la Liga de Campeones, jugando todo el partido en la primera jornada contra el Trabzonspor de Turquía en una derrota por 0–1 en San Siro.

### Préstamo a Parma
En enero de 2012, Moreira se trasladó a Parma en préstamo hasta el final de la temporada, donde se estableció como lateral derecho regular del equipo. Debutó con el club el 28 de enero, entrando como un sustituto en el medio tiempo en lugar de Brandão en un empate 1–1 contra Catania. Marcó su primer gol con Parma el 11 de abril de 2012 en una victoria por 2–0 ante el Stadio Ennio Tardini ante la recién promovida Novara. Ayudó a Parma a terminar la temporada en el octavo lugar.

### Vuelta a Inter
Después de jugar para Parma en la ronda final, Moreira regresó a Milán y fue incluido en el equipo de 20 hombres que viajaron a Indonesia, jugando en ambos partidos de exhibición. En los playoffs para la Europa League, jugó los dos partidos contra Hajduk Split. El 17 de abril, Moreira anotó su primer gol para los Nerazzurri en la segunda vuelta de la semifinal de la Copa Italia en San Siro contra Roma. El partido terminó 2–3 para los visitantes con Jonathan anotando el primer gol del Inter después de una asistencia de Tommaso Rocchi. El 21 de abril, Jonathan ayudó a Tommaso Rocchi para el único gol del partido contra Parma, que fue anotado en el minuto 82, rescatando las esperanzas del club para calificar para Europa.
Al final de la temporada, el Inter terminó la Serie A 2012-13 en un decepcionante noveno puesto, lo que significó que no se clasificaron para la UEFA Champions League ni para la UEFA Europa League por primera vez desde 1999-2000. Por esta decepcionante posición, Stramaccioni fue despedido y sustituido por Walter Mazzarri, con quien Jonathan consiguió un lugar más regular en la alineación inicial.
El 18 de agosto de 2013, en el partido inaugural de la temporada 2013-14, frente a Cittadella en la tercera ronda de la Copa Italia, Jonathan anotó su primer gol de la temporada tras vencer al portero Raffaele Di Gennaro con un cabezazo, tras un centro de Fredy Guarín. El Inter ganó el partido por 4–0. En el primer partido de la nueva temporada en la Serie A, Jonathan ayudó al primer gol de Yūto Nagatomo en una victoria por 2–0 ante Genoa, ayudando al equipo a hacer un buen comienzo. En el segundo partido el 1 de septiembre, Jonathan hizo su segunda ayuda de la temporada proporcionando el pase para Rodrigo Palacio que iniciaba la meta del triunfo ausente 3–0 contra Catania. El 26 de septiembre, Jonathan anotó su primer gol de liga con el Inter en una victoria por 2–1 en San Siro contra la Fiorentina, dándole a su equipo la ventaja en el minuto 83 después de un potente tiro desde dentro del área. Un mes más tarde, Jonathan abrió el marcador en la victoria por 4–2 sobre el recién ascendido Hellas Verona, que fue descartado como un gol en contra. Jonathan anotó por segunda vez en la Serie A, igualando el marcador en el empate 1–1 ante Bolonia el 24 de noviembre. Jonathan continuó su buen momento, suministrando su tercera asistencia de la temporada en el empate de 3–3 contra Parma en San Siro, asistiendo a Rodrigo Palacio en el minuto 44 del partido.

## Carrera internacional
Jonathan ha representado a Brasil jugando en la Copa Mundial de Fútbol Sub-17 de 2003. Jonathan jugó en la final los 90 minutos completos y ayudó a la Seleção a vencer a España por 1–0. Jonathan nunca ha sido convocado a nivel sénior para Brasil, lo que deja la puerta abierta para una convocatoria brasileña o italiana.

## Selección nacional

### Participación en Copas del Mundo
| Mundial                     | Sede      | Resultado |
| --------------------------- | --------- | --------- |
| Copa Mundial Sub-17 de 2003 | Finlandia | Campeón   |

## Clubes

### Estadísticas
| Club                | País          | Temporadas  | Partidos | Goles | Asistencias | Prom. |
| ------------------- | ------------- | ----------- | -------- | ----- | ----------- | ----- |
| Cruzeiro            | Brasil        | 2005 - 2010 | 159      | 7     | 21          | 0.04  |
| Santos              | Brasil        | 2011        | 7        | 1     | 0           | 0.14  |
| Inter de Milán      | Italia        | 2011 - 2012 | 6        | 0     | 0           | 0     |
| Parma (préstamo)    | Italia        | 2012        | 12       | 1     | 2           | 0.08  |
| Inter de Milán      | Italia        | 2012 - 2015 | 60       | 5     | 11          | 0.08  |
| Fluminense          | Brasil        | 2015 - 2016 | 14       | 0     | 1           | 0     |
| Atlético Paranaense | Brasil        | 2017 - 2021 | 117      | 4     | 7           | 0.03  |
| Total carrera       | Total carrera | 2005 - 2021 | 303      | 16    | 42          | 0.05  |

## Palmarés

### Campeonatos Regionales
| Título                | Club                 | País   | Año  |
| --------------------- | -------------------- | ------ | ---- |
| Campeonato Mineiro    | Cruzeiro             | Brasil | 2006 |
| Campeonato Mineiro    | Cruzeiro             | Brasil | 2008 |
| Campeonato Mineiro    | Cruzeiro             | Brasil | 2009 |
| Campeonato Paranaense | Athletico Paranaense | Brasil | 2019 |

### Copas internacionales
| Título              | Equipo              | País      | Año  |
| ------------------- | ------------------- | --------- | ---- |
| Copa Mundial Sub-17 | Selección brasileña | Finlandia | 2003 |
| Copa Libertadores   | Santos              | Brasil    | 2011 |
| Copa Sudamericana   | Atlético Paranaense | Brasil    | 2018 |